# 聖母の出現

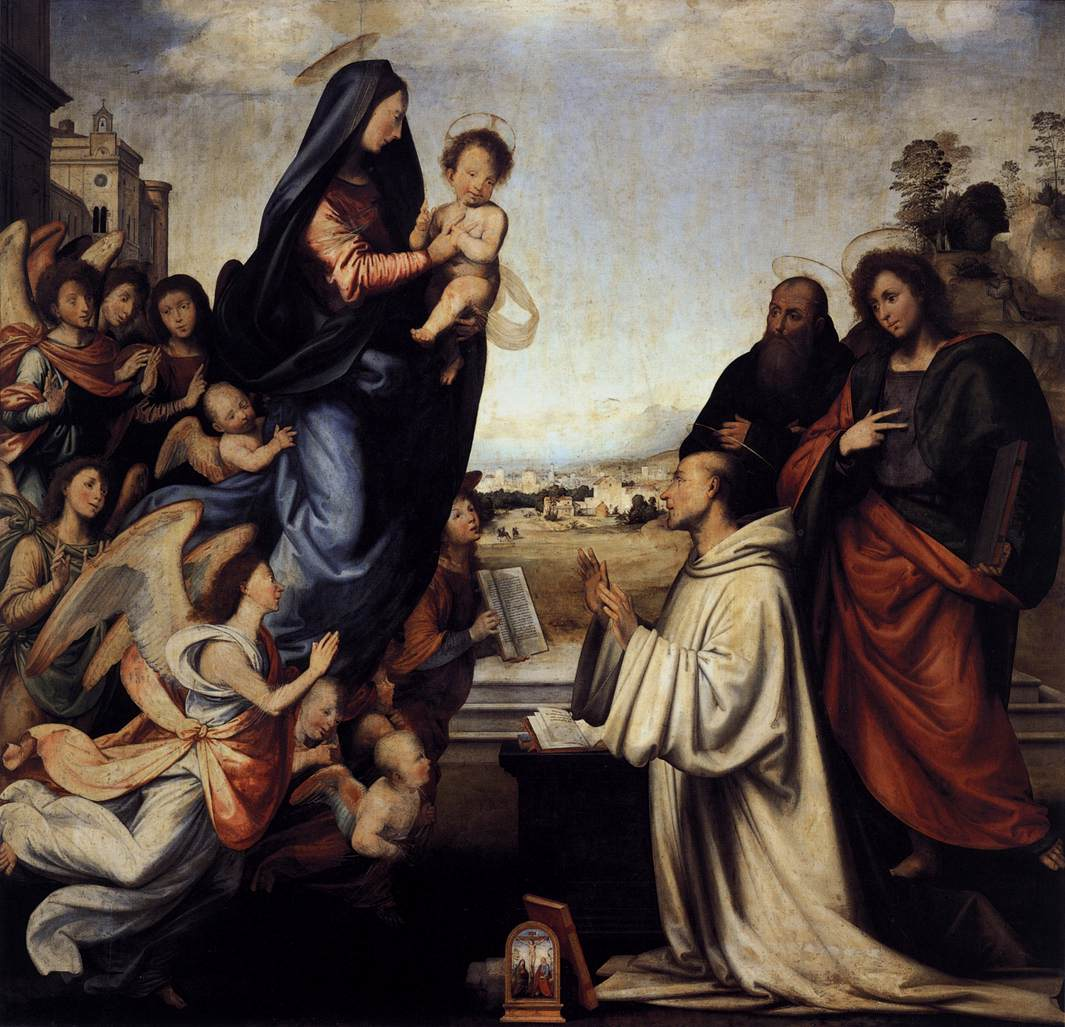
『聖ベルナルドゥスの幻視』（フラ・バルトロメオ作、1504年 ウフィッツィ美術館）

聖母の出現（せいぼのしゅつげん、英: Marian apparition、聖母の顕現）とは、聖母マリアが人々の前に現れたとされる出来事を言う。なお、聖母マリアがこのように特定人物や、一般大衆の前に姿を持って出現することを顕現(けんげん)とも言う。

## 概説
この出来事を目撃した人はキリスト教徒に限らない。民衆の間に伝えられている話や噂は非常に多数あり、その数は数千にもおよぶ。
ただし、そのうちカトリック教会が公認したのは24ほどにすぎない。(下記「カトリック教会・教皇庁公認の出現」参照)カトリック教会は、各地区の司教・バチカン（教皇庁）の担当者などの認定作業を経てこれらの出来事を公認するか否かを表明している。カトリック教会によると、これは人々が聖母の形をとった悪霊に支配されないために必要な手順であるとされる。
カトリック教会には従来、聖母マリアは受胎の瞬間から原罪を免れていたとする教えがある。これを「無原罪の御宿り」という。原罪を免れているということは、罪の結果である死を免れることになり、さらには死の前兆である老いも免れていたことになる。このために、西ヨーロッパのカトリック圏で描かれる聖母はみな若い女性であり、有名なミケランジェロのピエタの聖母も、とても推定30歳前後のイエスの母とは思えない若い女性として描かれている。そして聖母は生涯の終わりに死ぬのではなく、身体とともに天に上げられたとされる。これを「聖母被昇天」という。このために、カトリックの教えでは聖母は未だに身体とともに生き続けていることになり、これが聖母の出現を即座に否定できない根拠となっている。
聖母の警告や聖母への誓いをないがしろにしたために、悲惨な結果を迎えたとカトリック信者などに信じられている歴史上の人物の例としては、フランス王朝があげられる。フランス王朝は、ルイ14世が聖母に奉献した聖堂建設などの誓いを放棄した結果、破綻し、革命でとらえられた王が後悔して牢内で命令を発した際は既に手遅れであった。
空飛ぶ教皇（空飛ぶ聖座）と呼ばれた聖ヨハネ・パウロ2世は、聖母の出現地とその意向をくまなく網羅したとされる。

## カトリック教会・教皇庁公認の出現
ピラールの聖母（柱の聖母）
西暦40年、現在のスペイン・サラゴサ（当時はローマ帝国領）において、布教がうまくいかないと嘆く聖大ヤコブの前に聖母が幼きイエスと天使を伴い出現。ただしこの時、聖母は存命中であったとされる。聖母が柱（ピラール）の上に立っていたので「ピラールの聖母」と呼ばれる。ローマ・カトリック教会公認ではあるが、伝説の聖母出現に数えられている。
ピュイの聖母
西暦70年と221年にガリア地方、現在のフランスのル・ピュイ＝アン＝ヴレで起こったとされる聖母出現。
西暦70年、ヴィラ(Villa)という未亡人が高熱を伴う重病になり、病気を治してくれるよう聖母マリアに祈った。すると聖母マリアが現れて、病気を治したければアニス(Anis)山を登るように、と言った。ヴィラはすぐに自分の召使に命じて自分を担がせ、アニス山に登ると、ヴィラはそこで深い眠りに陥ったが、目覚めた時に病気はすっかり治っていた。
西暦221年、体が麻痺した女性の元にやはり聖母が訪れ、アニス山へ登るように言った。するとその女性は完治した。その後に再び聖母がその女性の元を訪れ、そのアニス山に教会を建てるように言った。その後ローマ教皇カリストゥス1世は、その地に教会を建てることを許可し、聖マルシャル(Sant.Martial)がその教会を建てた。
ウォルシンガムの聖母
1061年、イングランドのノーフォークにあるウォルシンガム村に住む敬虔な貴婦人のリシャルディス・デ・フェイヴァチェス(Richeldis de Faverches)に幻視による出現。リシャルディス婦人はウォルシンガム村に聖なる家(聖母マリアに大天使ガブリエルが受胎告知をした家)を建て、そこは聖堂となり、巡礼地となった。
雪の聖母
イタリア・ローマにおいて、子供がいないと嘆いていた裕福な夫妻の夢に聖母が現れ、雪で示す場所に教会を建てるよう勧めた。教皇も同じ日に同じ夢を見た。現在の雪の聖母教会は、非常に暑い8月に雪に覆われていた場所に建てられた。この話は1250年頃にトレントのフラ・バルトロメオによって記述されたものであり、出現の正確な年代は分かっていない。
茶色のスカプラリオ（カルメル山の聖母）
1251年、イングランドのケンブリッジにおいて、カルメル会の聖サイモン・ストックのもとに現れる。茶色のスカプラリオによる救霊・危険からの保護・平和と永遠の約束。
グアダルペの聖母
1531年、メキシコのグアダルーペにおいて、インディオのフアン・ディエゴに出現。先住民を弾圧から救済。
レジャイスクの聖母
1590年にポーランドのレジャイスク(Leżajsk)で木こりのトマス・ミハウェックに出現。地元司教公認、教皇ベネディクト14世により画像に戴冠。
ロウの聖母
1664年から1718年の54年間にわたり、フランスのサン＝テティエンヌ＝ル＝ロウにおいて、ブノワット・ランキュレルに出現。1665年に教区司教認可。2008年教皇庁より公認、21世紀初の認可となる。「罪人の避難場所としての聖母」とも呼ばれる。
不思議のメダイの聖母
1830年、フランスで愛徳姉妹会の修練者カトリーヌ・ラブレに出現。メダイを身につける人への聖母の保護を約束。
緑のスカプラリオの聖母
1840年、フランスにおいて、愛徳姉妹会の修道女ジュスティーヌ・ビスケイブリュに数回の出現。ビスケイブリュに対して緑のスカプラリオを渡し、このスカプラリオによって、信仰のない人は信仰の恵みを受け、信仰のある人はより熱心になり、特に臨終の時に大きな助けを受けると告げた。
シオンヌの聖母（シオンの聖母）
1842年、イタリア・ローマにおいて、アンチ・カトリックのユダヤ教徒の前に出現。そのユダヤ教徒はカトリック信者に改宗し、そればかりでなくイエズス会の司祭になった。なお、この聖母出現とユダヤ教徒の改宗は、その改宗したユダヤ教徒が「試しに」と揶揄しながら不思議のメダイを身に付けたことから始まる。
ラ・サレットの聖母
1846年、フランスはアルプスの標高1800mの高地にあるラ・サレットの牧場において、牧童二人に出現。来るべき教会への災難の警告。
ルルドの聖母
1858年、フランスのルルドにおいて、14歳の少女ベルナデッタ・スビルーの目の前に現れた。病者への癒しと慰め。
ポンマンの聖母
1871年、フランスのポンマンにおいて出現。間近に迫った敵軍の撤退、戦争終結と徴兵された子供たちの生還の予告。
ペルボワサンの聖母
1876年、フランスのベリー地方アンドル県、ペルボワサンで起こった一連の聖母出現。被出現者はエステル・ファゲット(Estelle Faguette)、元修練女で、フランソワ・ド・ラ・ロシュフコー拍のもとで子守として働いていたが、当時、不治とされていた肺結核に感染。その後聖母の出現で完治。その後は聖心のスカプラリオを示され、普及させるようにと告げられる。1892年にローマ教皇レオ13世はこの聖母を祀る聖堂について、蝋燭を捧げること、ここを巡礼するものにいくつかの免償が与えられることを宣言した。1896年5月12日にはペルボワサンの聖母像が完成し、教皇レオ13世は1900年1月17日、18日に一般謁見者たちの前で この像を受け入れた。
ギエトシュヴァウトの聖母
1877年、ポーランドのギエトシュヴァウトにおいて、2人の女子（12 - 13歳）に出現。ロザリオの祈りの勧め。癒しの泉と、村人の回心。
クノックの聖母（沈黙の聖母、アイルランドの女王）
1879年、アイルランドのクノックにおいて出現。同時に聖ヨセフ、聖ヨハネが出現し、十数人の目撃者がいる。
ファティマの聖母
1917年、ポルトガルのファティマにおいて、3人の少女の前に出現。第一次世界大戦の終焉と第二次世界大戦の勃発、人々の回心への要求と地獄の実在、などを預言。またロシアの奉献の必要性を訴える。1930年、レイリア司教が公認。教皇庁認可。
ボーレンの聖母（黄金の心の聖母）
1932年、ベルギー・ボーレンにおいて5人の子供が目撃。地元司教区、教皇庁認可。祈りの勧めと教会の建設を希望。
バヌーの聖母（貧しき者たちの聖母）
1933年、ベルギーのバンヌ（バヌー）において、マリエット・ベコという12歳の少女のもとに出現した。病者への癒しと慰め。地元司教区、教皇庁認可。
アパレシーダの聖母
ブラジルのサンパウロに出現。願いをなんでも叶えるが、少しでも無礼を働いたり疑問を抱くと罰を受ける。ピウス11世により認可。
黙示の聖母
1947年4月12日、イタリアのトレ・フォンターネにおいて、教皇暗殺まで計画した反カトリックの男性に聖母が現れ、その男性はカトリックに回心している。
シラクサの涙の聖母像
1953年、イタリア・シラクサにおいて出現。病者への励ましと慰め。
キベホの聖母
1981年から1991年にかけて、ルワンダのキベホにおいて、7人の男女に個々に出現。ただし、教皇庁承認となったのは3人の事例のみ。紛争直前に出現、ロザリオの祈りの強い勧め、断食と罪の償いを求める。2001年、教皇庁承認。
リパの聖母（全ての恵みの仲介者）
1948年、フィリピンのバタンガス州リパにおいて出現。バラの花びらがカルメル会リパ修道院で巻かれた奇蹟や、幻視者の眼が治癒した奇蹟など。2015年9月地元大司教が改めて公認。教皇庁追認。

## カトリック教会・教皇庁未公認の出現
聖母出現の報告は数千例以上あり、調査しきれていない。このため、教区司教は認可したが、バチカン（教皇庁）によって承認されていない出現も含まれる。
カラヴァッジョの聖母
1432年5月26日にイタリア北部のミラノ領域であるカラヴァッジョの野原で出現。人々の信仰の刷新と戦争における幻視者の家族の安全を預言した。
モンタニャーガの聖母
1729年から1730年にかけ、チロル地方（現在はイタリア）のモンタニャーガにおいて羊飼いの少女に出現。教区司教が公認。
カンピーナスの聖母（涙の聖母）
ブラジルのカンピーナスで、1930年3月8日に修道女に出現。罪人の回心を願う。出現の信仰を許される状態であり、公認はされていない。
ラ・バンの聖母
1798年、ベトナムのラ・バンにおいて出現。迫害を受けた信者を守った。
ロビンソンヴィルの聖母
1859年、アメリカ合衆国ウィスコンシン州において28歳の女性に出現。荒れているこの世界を正しく導く学校を作るように願った。
津和野の聖母（乙女峠マリア聖堂）
1867年、日本の津和野において、拷問を受けている信者に語りかけ、励ました。教区司教が認可。これを記念し乙女峠マリア聖堂が建堂されている。
カステルペトローゾの聖母
1888年3月22日から1890年6月まで、当初イタリアのカステルペトローゾ付近で暮らしていた2人の農婦に起こったとされる。2人には幻視としてイエス・キリストが十字架から降ろされ、その亡骸を聖母が抱くシーン（ピエタ）を見せられている。その後に巡礼が始まり、多くの巡礼者たちも聖母の出現を受け、出現地には湧水が出ている。
ヴィクラツバートの聖母
1919年、ドイツ国バイエルン州オプフェンバッハのヴィクラツバート地区に住むアントーニエ・レドラーがスペインかぜにかかった際にあったとされる。この時、聖母は彼女の手を引いて起こすと彼女は治癒していた。また、アントーニエがゲシュタポに逮捕されそうになった時、彼女を自転車で助けたツェツィーリア・ゲイヤーにも出現があった。
ヘーデの聖母（哀れな煉獄の魂の女王）
1937年から1940年にかけて、ドイツのヘーデにおいて出現。ロザリオを祈るよう求めた。なお、出現の信仰を許される状態であり、公認はされていない。
すべての民の御母
1945年から1959年にかけ、オランダのアムステルダムに出現。核戦争による人類滅亡を防ぐよう警告、罪の償いを求めた。2002年、教区司教が認可。
奇しき薔薇の聖母
1947年から1983年にかけて、イタリア・モンティキアーリにおいて看護師をしていたピエリーナ・ジリに出現。フォンタネッレ（モンティキアーリの一地区）にも数回出現。(モンティキアーリの出現については地元司教認可)
アメリカの聖母
1956年9月25日から1959年12月20日にかけてアメリカ合衆国・インディアナ州・ローマ・シティで修道女シスター・ミルドレッド・メアリー・ヌージルに起こったとされる。出現した聖母は、被出現者を通じ、「アメリカの聖母、無原罪の御宿り」を名乗り、人々の悔い改め、将来の天罰等の危機が迫っていると警告した。地元司教非公認。崇敬の表明を許される段階。
ガラバンダルの聖母
1961年から1965年にかけて、スペインのサン・セバスチャン・デ・ガラバンダル村において出現。大天罰の警告が四人の少女によって預言された。全世界と司祭の回心を求められた。地区司教認可。
カイロの聖母
1968年から1971年にかけて、エジプトのカイロにおいて、鳩や十字架や幼いイエスとともに100回程出現。コプト正教会公認。
司祭のマリア運動
聖母マリアから内的語らいと呼ばれる私的啓示を受けたカトリック教会の司祭・ステファノ・ゴッビ神父によって始められた聖母への崇敬運動である。ゴッビ神父によると、1972年に彼がポルトガルファティマの聖母を巡礼中に、この「私的啓示」を受け、その後も大量のメッセージを受け、それをまとめた書籍「題名：聖母から司祭へ」が出版されている。
秋田の聖母
1973年、日本の秋田市において、アムステルダムの聖母像をモデルに作られた聖母像から涙、回心を警告。1984年、教区司教が書簡で「奇跡としての超自然性を否定できないので、ローマ聖座より最終判定が示されるまで教区信者の巡礼を禁じない」と発表し、1988年に教皇庁のヨーゼフ・ラッツィンガー枢機卿（のちの教皇ベネディクト16世）が受理。その後、教皇庁による公式声明はない。
フィンカ・ベタニアの聖母
1976年から1985年にかけて、ベネズエラのフィンカ・ベタニアにおいて、聖母マリアの目撃者が数百人に上る。地元司教公認。
クアパの聖母
1980年、ニカラグアのクアパにおいて、農民のベルナルド・マルティネスに聖母が出現。ロザリオの祈りの勧めと、和解のメッセージを残した。地方司教公認。
サン・ニコラスの聖母（サン・ニコラスのロザリオの聖母）
1983年から1990年にかけ、アルゼンチン・サン・ニコラス (ブエノスアイレス)において、一般の神学教育を受けていない主婦に聖母が出現、多くのメッセージを語った。そのメッセージは人々に語り継がれ、人々の生き方を変えた。その他、病気の治癒等の奇蹟が起きる。地元司教公認。
メジュゴリエの聖母
1981年より、ユーゴスラビア（現在はボスニア・ヘルツェゴビナ）のメジュゴリェに出現、回心と平和を求めた。2019年5月12日フランシスコ_(ローマ教皇)は近年メジュゴリエへの巡礼者数の高まりをうけ、巡礼を許可すると発表した。これによって、これまで人々が私的に行っていたメジュゴリエへの巡礼を、教区や小教区が企画する公式な巡礼として行えるようになった。幻視者たちの真正性については調査の継続を要するとしている。
サルタの聖母（丘の上の聖母）
1990年、アルゼンチンのサルタにおいて、ごく普通の主婦に聖母が出現。超自然現象で難病が治癒するなどの現象が起こっている。地元司教の公認は出ていない。地元司教の「信仰（崇敬）表明の認可」の段階。
アイオペの聖母
1992年、ナイジェリアのアイオペ村において、12歳の少女に聖母が出現。その他太陽の奇蹟などが続き、多くの巡礼者を集めるが、地元司教の「信仰（崇敬）表明の認可」の段階で、地元司教から出現の公認は出ていない。
出現の意向は、「苦難を受けている人々への励まし」「救命」「救霊」「警告」に区分される。

## カトリック教会が否定する出現
ヴェロニカ・ルーケンが主張する聖母出現
カトリック信者の主婦、ヴェロニカ・ルーケンが1970年から、アメリカ・ニューヨークベイサイドにおいて、一連の聖母出現を受けたと主張する。地元のブルックリン司教は出現を公的に否定。
リトル・ペブル
1985年ごろ「聖シャーベル修道会」を結成したオーストラリアの宗教指導者リトル・ペブル（本名ウィリアム・カム）は、聖母マリアの幻視を主張した。実現しない過激な予言や司祭の貞潔・一夫一婦制の否定により、否定される。
マリア・ディバイン・マーシー
アイルランド在住の女性。マリア・ディバイン・マーシーという名前は仮名。多くの自称幻視者の支持を得ている。ダブリン大司教区のダーマッド・マーティン大司教は、メッセージの多くがカトリックの教理に反しており、このメッセージが広められてはならないという内容の公式声明を発表した。

## 正教会
正教会でも生神女マリヤが現れたと伝えられる聖人伝などがある。
アグニ・パルセネ
生神女マリヤがエギナの聖ネクタリオスに現れ、天使の詠隊が歌う歌を紙に記すように頼んだと伝えられる。
生神女庇護祭
複数の伝承が残されている。（佯狂者聖アンドレイとその弟子エピファニイについての伝承、ルーシからの侵略に対する護りとしての伝承）
カイロの聖母
エジプトのカイロで、鳩や十字架や幼いイエスとともに出現。1968年から2-3年以上続いた。

## 関連書籍
- シルヴィ・バルネイ『マリアの出現』せりか書房、1996年 ISBN 978-4-7967-0197-6
- シルヴィ・バルネイ『聖母マリア』創元社、2001年 ISBN 978-4-422-21155-8
- 関一敏「19世紀フランス聖母出現考察：ルルドとポンマン」（日本文化人類学会『民族學研究』第48巻、1983年）
- 藤原久仁子「『マリア出現に見られる物語性』」（地中海歴史風土研究所『地中海歴史風土研究史』第12巻、2000年）
- 岡本亮輔「聖地体験における真正性の多様化 ―パリ・奇蹟のメダル教会における巡礼／ツーリズム」（筑波大学宗教学・比較思想学研究会『宗教学・比較宗教学論集』第10巻、2009年）
- シスター・エマヌエル『メジュゴリエの証言者たち』三上茂訳 ドン・ボスコ社、2000年 ISBN 4-88626-279-1
- ルネ・ローランタン、リュデヴィット・ルプツィッチ『メジュゴルイエにおける聖母マリアの出現』尾崎正明訳 聖母の騎士社、1987年
- Francisco Sanchez-Ventura y Pascua, Y el agua seguira curando : Apariciones de la Virgen en el Alto de Umbe, Zaragoza, Circulo, 1973.
- Janice T. Connell, Meetings with Mary : Visions of The Blessed Mother, New York, Ballantine Press, 1996.
- René Laurentin (dir.), Dictionnaire des « apparitions » de la Vierge Marie : Inventaire des origines à nos jours : Méthodologie, bilan interdisciplinaire, prospective, Paris, Fayard, Paris, 2007.
- Marie-Gabrielle Lemaire, Les Apparitions mariales, Namur, Fidélité, 2008.